# Neuenhaus (Much)
Neuenhaus ist ein Ortsteil der Gemeinde Much im Rhein-Sieg-Kreis. 

## Lage
Neuenhaus liegt auf den Hängen des Bergischen Landes im Westen von Much. Nachbarorte sind Oberbruchhausen im Süden, Hevinghausen im Westen und Bövingen im Norden. 

## Einwohner
1830 hatte Neuenhaus 12 Einwohner.
1901 hatte der Weiler 19 Einwohner. Hier lebten die Haushalte Schuster Bernhard Adolphs, zwei Ackerer Peter Josef Kemmerling und Hausierer J. Peter Schumacher.